# 小杉健郎
小杉 健郎（こすぎ たけお、1949年1月6日 - 2006年11月26日）は、日本の天文学者。太陽フレア物理学を専門とし、野辺山電波ヘリオグラフの設計に参加したほか、宇宙機を用いた太陽観測ミッションに携わった。
太陽観測衛星「ようこう」に搭載するフーリエ合成型X線望遠鏡を開発し、のちに小川原嘉明から引き継ぐかたちでプロジェクトマネージャーを務めた。2006年9月23日に打ち上げられた太陽観測衛星「ひので」でプロジェクトマネージャーを務めたが、観測が開始された矢先に脳梗塞により逝去。享年57。死後、従四位に叙され、瑞宝小綬章を授けられた。

## 略歴
- 1976年: 東京大学大学院理学系研究科天文学専門課程博士課程中退
- 1976年: 東京大学東京天文台助手として野辺山太陽電波観測所に着任
- 1984年: 理学博士の学位を取得
- 1988年: 東京大学理学部天文学教育研究センター助教授
- 1992年: 国立天文台電波天文学研究系教授
- 1998年: 宇宙科学研究所教授
- 2005年: 宇宙科学研究本部研究総主幹